# Booba
Élie Yaffa (Sèvres,  9 de dezembro de 1976), mais conhecido pelo seu nome artístico Booba, Saddam Hauts-de-Seine ou simplesmente B2O, é um trapper, produtor musical, estilista e empresário francês. Booba é membro do 92i, uma gravadora francesa fundada por ele mesmo, agrupando rappers oriundos dos Hauts-de-Seine, como Mala e Bram's (este último morreu no dia 21 de maio de 2011). É um empresário muito ativo, ele comercializa sua própria marca de roupas streetwear e seu próprio perfume chamado Ünkut, bem como um site e um aplicativo mobile nomeado OKLM.
Com 20 anos de carreira, Booba produziu oito álbuns, 2 transferênciados e 4 mixtapes desde 2002 até hoje. Considerado um dos maiores rappers francês da sua geração, ele foi o primeiro rapper francês a solo a preencher o Bercy de Paris e foi considerado como segundo artista de rap a preencher Bercy após NTM. Tornou-se conhecido, graças ao grupo Lunatic, com o seu compadre Ali originário de Issy-les-Moulineaux, onde o sucesso vem a vez da crítica e do público. O álbum Mauvais œil entrarou na história do rap francês, obtendo um disco de ouro.
Booba conta com mais de um milhão de discos vendidos e produziu sete. O primeiro, intitulado Temps mort, foi publicado em 2002; em 2004 disponibilizou a mixtape, Autopsie Vol. 1. O quinto álbum, intitulado Lunatic, foi publicado em 22 de novembro de 2010; o título foi inspirado do nome do antigo grupo de Booba. O álbum foi certificado como disco de ouro na primeira semana, e hoje é duplo disco de platina. Em 26 de novembro de 2012, Booba publicou o seu sexto álbum intitulado Futur, que se torna disco de ouro em apenas uma semana com mais de 51 000 exemplares vendidos, o que é o melhor arranque de venda de toda a carreira do rapper. Ele também bateu o recorde francês de álbuns digitais vendidos no iTunes, em todas categorias musicais, com mais de 17 000 exemplares em uma única semana, desde 2013 pelos Daft Punk.

## Biografia

### Infância
Élie Yaffa nascido em 9 de dezembro de 1976 em Boulogne-Billancourt em Altos do Sena, filho de um pai senegalês e de uma mãe francesa. Ele cresceu em  Meudon-la-Forêt e, em seguida, instalou-se mais tarde na ponte de sèvres, em Boulogne-Billancourt, bairro que ele representa em seus textos. Confirmou em uma entrevista ser de confissão muçulmana e nega ser judeu. Ele desmente também em uma de suas canções, Gun In My Hand, em colaboração com Akon : 
Nota linguística: (fr) Paraît que je prends de la coke, paraît que je suis en prison, paraît que je suis juif.
Nota linguística: (pt) parece que tomo coca, parece que estou na prisão, parece que sou judeu.
 Booba diz que é muçulmano mas, não é muito religioso. Durante a sua primeira viagem ao Senegal, Élie, encontrou um primo chamado Boubacar. Ele tomou posteriormente o diminutivo "Booba" para prestar homenagem a este último.

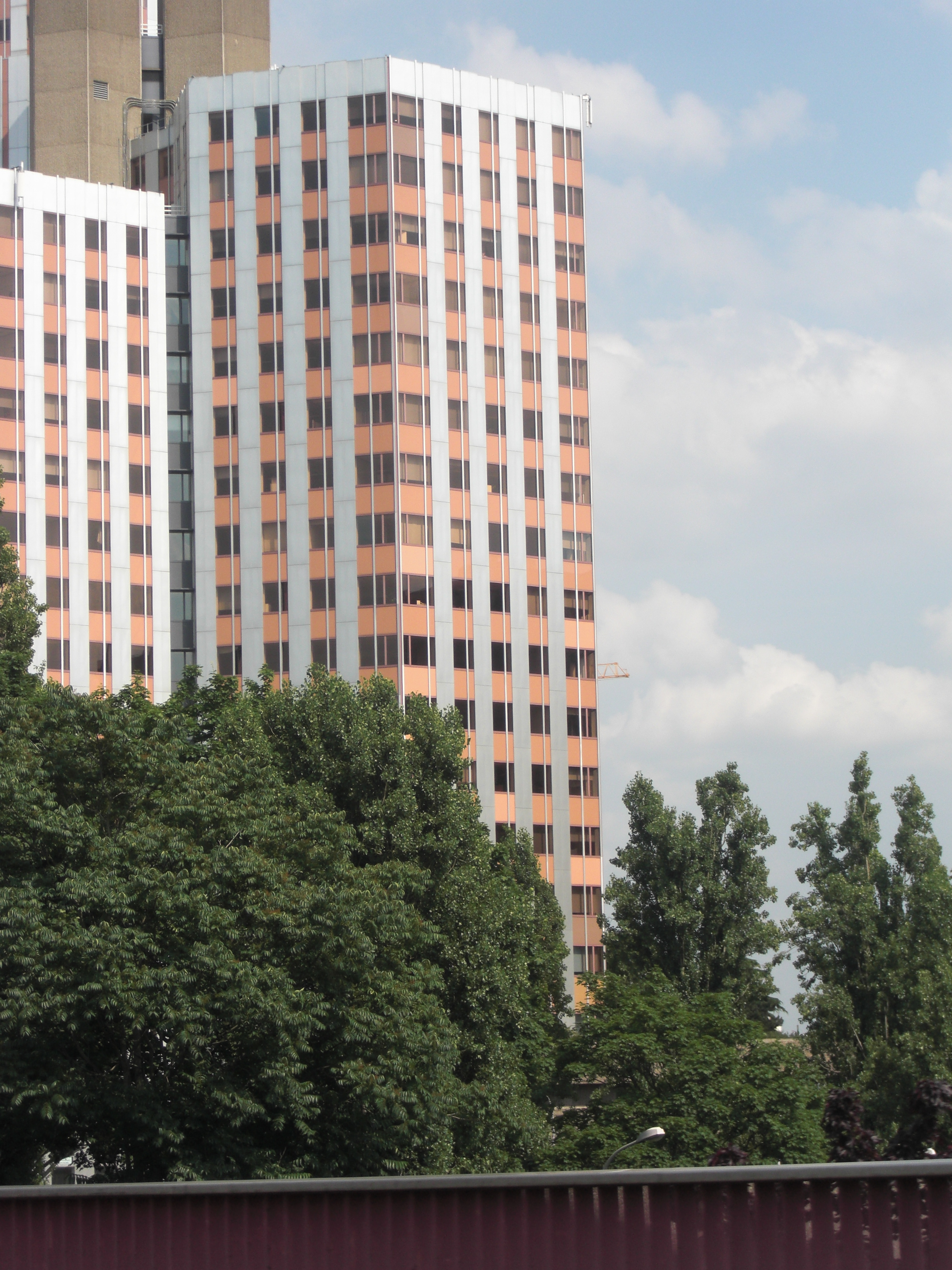
Edifício de Boulogne-Billancourt Com vista para o Altos do Sena.

### Começo da carreira com o Ali (1994-2003)
Dançarino de hip hop, para o grupo do Coup d'État Phonique, sob o nome de "Tic Tac", Ele conheceu Daddy Ali. Juntos com o seu compadre Ali, oriundo de Issy-les-Moulineaux, eles formaram um grupo underground batizado com o nome de Lunatic. O grupo saíu finalmente de La Cliqua e integrou o Beat de Boul. Eles jogaram na companhia Sages Poètes de la rue Os poetas sábios da rua, a Malekal Morte, Mo'vez Lang, Sir Doum's, etc.
Eles gravaram em 1995 seu primeiro álbum, Sortis de l'ombre, que não saíu no mercado por causa de divergências entre o grupo e o produtor do álbum. O conflito se agravou e os dois integrantes juntaram-se ao colectivo Time Bomb e apareceram na compilação Hostile Hip Hop com Le Crime Paie. O single Les Vrais Savent sobre L 432 confirmaram esta tendência durante o ano de 1997.
Booba foi preso durante 18 meses após uma condenação de seis meses devido o roubo de táxi. Posteriormente, eles continuaram aparecendo nomeadamente sobre a mixtape Opération coup de poing. Para anunciar o seu álbum, Civilisé em 1999. Em 2000, eles publicaram seu primeiro álbum intitulado Mauvais œil sob gravadora 45 Scientific. O grupo encontrou uma boa escuta junto do público e mantve a sua actividade no meio do rap. O álbum foi certificado como disco de ouro.

### Sucessos a solo (2002–2005)
Em 2002, Booba assinou o seu primeiro álbum a solo intitulado Temps Mort, na gravadora 45 Scientific, álbum que foi certificado como disco de ouro. Este álbum, com a passagem do título destinada (com Kayna Samet) na rádio e nomeadamente sobre Skyrock (uma estação de rádio FM, francês, que permitiu o Booba ser conhecido por um público mais amplo. Em 2003, o grupo Lunatic dissolve-se. Booba sai da gravadora 45 Scientific Para criar sua própria gravadora, Tallac Records (Tallac é o nome das colinas nas quais vive Bouba o ursinho no desenho animado do mesmo nome), assinado em Barclay.
No dia 11 de maio de 2004 saiu o seu segundo álbum a solo intitulado Panthéon, cesrtificado como disco de ouro com títulos como N°10, Avant de partir, ou ainda Mon son. Ainda no mesmo ano, ele criou a marca de roupas chamada Ünkut, com Viguen, um estilista nova-iorquino.
Em 2005, Booba lançou a sua primeira mixtape Autopsie Vol. 1, ao mesmo tempo que o álbum do seu ex-parceiro Ali. Em 2006, vendo o lançamento do segundo álbum de Lunatic, intitulado Black Album, pela gravadora 45 Scientific e, apesar da dissolução do grupo alguns anos antes. Conclui-se que então uma polémica entre o rapper e o seu antigo selo, Booba acusando a 45 Scientific de ter lançado um álbum sobre o qual eles não tinham nenhum direito. A gravadora réplica que, pelo contrário, o álbum tendo sido gravado quando Booba e Ali ainda eram ambos sob contrato, os títulos do álbum pertencem à gravadora e não Booba. No mesmo ano, 153 deputados e 49 senadores pedem ao ministério da justiça de considerar a instauração de processos contra vários grupos de rap, cujo Lunatic, para incentivo ao racismo anti-branco, e ao ódio da França.

### Sucessos confirmado comOuest Side(2006–2007)
13 de fevereiro de 2006 data em que saiu o terceiro álbum a solo do Booba intitulado Ouest Side; várias participações estão presentes neste álbum como Akon, Mac Tyler, Intouchable, Malekal morta, Kennedy e ainda Trade Union. O primeiro single que foi é extraído é Garde la pêche, depois vem a seguir Boulbi entre outros. Na primeira semana, do lançamento do álbum Ouest Side, foi classificado como 1ª Classe do ranking das melhores vendas de álbum em França. No mesmo mês, Booba recorreu à polícia, após o sequestro da sua mãe e seu irmão que foram sequestrados por dois homens de uma cidade de Meudon em Altos do Sena, o valor do resgate foi de 500 000 € e os sequestradores também solicitaram dois álbuns do Booba. A intervenção das forças da ordem do Hotel Ibis, de Meudon no bairro do Meudon-la-Forêt.
No início de 2007, Booba foi convidado à emissão On n'est pas couché de Laurent Ruquier em France 2. O rapper dos Altos do Sena expõe a sua visão sobre alguns problemas atuais como a polícia nos subúrbios ou a eleição presidencial. Ele também explica a origem do seu apelido. No dia 22 de Janeiro de 2007 saiu a segunda mixtape Autopsie Vol. 2. O primeiro single extraído deste CD é o pedaço de Le D.U.C. que lhe atrai alguns atritos no meio do rap francês. Este volume 2 obtém o recorde de vendas de mixtape em França (incluindo as vendas são estimadas em cerca de 25 000 exemplares)).
Um vídeo promocional foi divulgada quarta-feira do dia 19 de dezembro de 2007 mostrando Booba praticando boxe tailandês. A marca Ünkut estabelece uma parceria com os produtores de vídeo game Saints Row e Saints Row 2, nas quais roupas da marca estão disponíveis sob a forma de pacotes para download.

### 0.9(2008–2009)

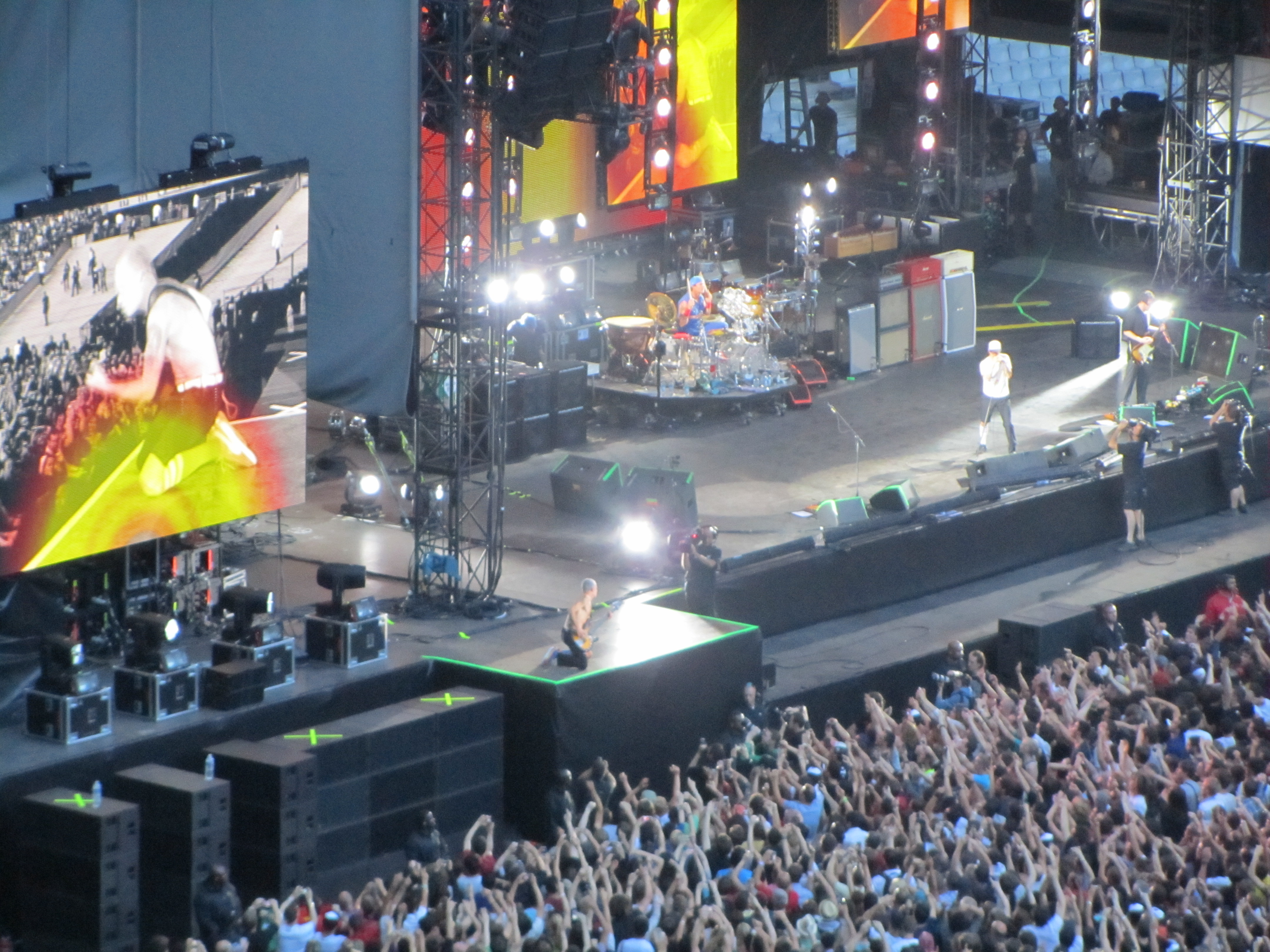
Um dos eventos, realizado no Stade de France.

Em 4 de outubro de 2008, o rapper ocorre no Stade de France, no âmbito do concerto Urban Peace, durante o show na qual ele joga um de seus pedaços, Du biff. Então, depois da sua entrada no palco, Booba é recebido pelos fãs com apitos e Grito!gritos, e no meio daquela confusão toda, Booba recebe tiros vindos das primeiras fileiras do público, o que provocou a sua ira; sob pressão e perdendo o controle, e atira uma garrafa de Jack Daniel's para um dos espectadores (que não é atingido) e cospe para o público. Esta perda de controlo foi forçado a abandonar a cena. Booba explica-se na imprensa: 
| “ | Não há desculpas para o um gesto, que não é desculpável. A atitude de uma parte do público não é desculpável não mais | ” |

 Criticas surgiram a ineficácia da organização e do serviço de segurança do Stade de France, que não tem mobilizado guarda-costas no intuito de protegê-lo.
Em 24 de novembro de 2008, Booba solta mais um novo álbum intitulado 0.9. Desta vez com participações do Mala e Bram's sobre o título Izi Life, com Naddei em Soldats, Demarco em Bad Boy Street e Rock City  no King. O primeiro single Illégal. O álbum com críticas mistas, e não obtém o sucesso comercial esperado. Apesar das críticas, após um fraco no início de um grande sucesso com um pouco mais de 200 000 exemplares vendidos. O álbum foi certificado como disco de ouro. O segundo single é Game Over. O clipe foi filmado na Altos do Sena.
Em 29 de junho de 2009 sai Autopsie Vol. 3 sob direito da gravadora Because, é a primeira mixtape (ou street-álbum) para subir ao número um das tabelas em França com cerca de 8 000 cópias vendidas na primeira semana. Mais tarde, a mixtape bate o recorde de vendas de mixtape em França a com um pouco mais de 50 000 exemplares vendidos.

### De volta comLunatic
Booba anuncia no dia 1 de abril de 2010 o título do seu quinto álbum a solo, Lunatic. A ambição, é claramente fazer um clássico. Em julho de 2010, ela estava preparando o seu quinto álbum. O Rapper passou uma semana em França para gravar com artistas franceses antes de voar para Miami e finalizar as participações com artistas do Oceano Atlântico. Em uma entrevista, insiste no fato de que ele não moverá a data de lançamento de seu álbum: 
| “ | Não adianta adiar o álbum pessoal, o resultado será o mesmo | ” |

 No mesmo mês, Booba estava em estúdio com o produtor americano Ryan Leslie, produtores de vários singles americanos. Um vídeo disponível no YouTube mostra os dois artistas em plena gravação.
O primeiro single do álbum intitulado Caesar Palace com participação de Puff Daddy foi disponibizado no mês de setembro, ou seja, dois meses antes do lançamento do álbum. O clipe foi filmado em Las Vegas no deserto de Nevada com Playmate Rosa Acosta. No mesmo mês, um novo site oficial do artista faz sua aparição nomeadamente com a criação de redes sociais como Facebook ou ainda o Twitter para acompanhar a actualidade de Kopp. No dia 1 de outubro de 2010, durante o programa Planète Rap na rádio Skyrock apresentada por Fred Musa, o novo título de Booba intitulado Ma Couleur saiu, como tinha feito com Pitbull, o rapper volta sobre alguns aspectos pessoais da sua vida o clipe saiu algumas semanas mais tarde. No dia 15 de outubro de 2010, saiu o terceiro single intitulado Jour de Paye em exclusividade na Générations (uma rádio francês). O som contém um sample de Izi Monnaie de Booba. O clipe foi filmado nas ruas de Aulnay-sous-Bois com a presença do 92i. Nota-se que o DUC de Boulogne precisava de recordar que a rua não foi esquecida. No dia 2 de novembro de 2010 saiu o quarto single, Paradis. E mais uma vez Skyrock lançou o pedaço em exclusivo. O álbum saiu finalmente no dia 22 de novembro de 2010 e classifica-se no cabeçalho do top álbum francês. Desde então, o álbum alcançou o disco de platina com mais de 200 000 exemplares vendidos no mesmo dia. Em janeiro de 2011, Booba desvenda o clipe de Abracadabra no site de sua marca de roupas Ünkut. Ele não se importa, mais uma vez, o animador de Skyrock Fred Musa.
O primeiro trecho da mixtape Autopsie Vol. 4 intitulado Paname que foi produzido por Therapy (2093 & 2031). Foi inaugurada no dia 20 de agosto de 2011 na plataforma do YouTube e em seu site oficial. O segundo single Bakel City Gang, também produzido por Therapy. O clipe foi difundido com estreia no seu concerto no Palais Omnisports de Paris-Bercy no dia 1 de outubro de 2014. Booba também tem interpretado Cruella um outro trecho da mixtape Autopsie Vol. 4 no palco com a nova assinatura da gravadora, Shy Skywalker. Pouco tempo após a saída do clipe Cruella, um novo trecho do álbum intitulado Scarface apareceu. O pedaço saiu antes da estreia nas plataformas do YouTube e Dailymotion. Mais uma vez, a utilização do vocoder é muito presente sobre esta peça. Ele parece muito fortemente nos singles "Killer" e Pourvu qu'elles m'aiment.

### Futur(2012–2013)
Booba confirmou à rádio Générations que ele preparava um novo álbum para 2012. Acrescenta que ele já tem o título para o álbum, mas que ele não pode revelar no momento. No dia 27 de abril de 2012, ele revelou o título do seu próximo álbum: Futur no seu canal do YouTube. Em maio de 2012, Booba deixa a independente Because Music para juntar-se à Universal e, mais especificamente, a gravadora AZ. O primeiro trecho do álbum se chama Wesh Morray, lançado no dia 6 de setembro de 2012 no YouTube. Booba não mastiga as palavras neste novo título, ele balança de rimas gratuitas e violentas e conseguiu, assim, fazer buzz. Alguns ataques pessoais, nomeadamente contra Willy Denzey, Laurent Voulzy e K. Maro estão presentes neste trecho. Esta peça tem perturbado as redes sociais, porque é através deste título que Booba responde os abusos do rapper francês Rohff, nomeadamente de um Planète Rap, onde Rohff ataca diretamente o Booba, apelidando-o Zoulette. A resposta de Booba era muito esperada e ultrapassa os 500 000 visualizações em menos de 48h no YouTube. Enquanto Willy Denzey aceitou muito bem a resposta de Booba no seu pedaço no Wesh Morray, (com efeito, a canção de Booba criou um tal buzz que Willy Denzey respeitou provavelmente porque ele estava de volta no jogo há pouco) Rohff levou muito a sério a resposta, na qual ele não é citado em nenhum momento. Durante uma entrevista com Abcdrduson, afirma que a canção Wesh Morray não é um som para ele e explica: 
| “ | Rohff tem muitas coisas para provar, para mim dizer que preciso fazer um beef para o derrubar. O meu rap sempre foi púro, desde o início | ” |

 O segundo trecho do álbum, Caramel, foi revelado através no YouTube no  dia 21 de setembro de 2012. As palavras usadas neste single foram tão difíceis, o refrão é mais suave, no vídeo clipe o Booba não carece de exibir as suas joias e suas tatuagens.

### D.U.CeNero Nemesis(desde 2014)
Um mês depois da saída da reedição do seu último álbum Futur, no final de novembro de 2013, Booba anuncia que ele está trabalhando em seu sétimo álbum. Ele divulgou entretanto o single La Mort leur va si bien, resultado da trilha sonora do próximo Curta-metragem de Chris Maccari, no dia 7 de fevereiro de 2014. A fim de promover a saída do seu próximo álbum cujo título continua desconhecido, Booba propõe o primeiro single intitulado OKLM ao vivo no Grand Journal de Cannes no dia 19 de maio. Ele colocou um pedaço para pré-encomenda no iTunes (uma primeira vez para um single) antes de o interpretar ao vivo no Grand Journal. O pedaço, cujo clipe foi lançado no dia 26 de maio, distingui-se como um dos singles mais vendidos no iTunes antes da sua saída. Posteriormente, deponibilizou pedaço 3G (acompanhado o clipe alguns dias mais tarde) a fim de pôr fim às suas recentes polémicas com Tariq Ramadan e Saïd Taghmaoui acerca do conflito israelo-palestino. No final de 2014, ele anunciou o título do seu próximo álbum que se intitula D.U.C e apresentou o conceito do seu próprio site OKLM.com para revelar os seus títulos em exclusivo e promover o talento dos artistas na internet. E não durou bastante para disponibilizar mais um single, Caracas em dezembro de 2014, Billets Violets em janeiro de 2015, Tony Sosa em fevereiro de 2015, LVHM e Mon Pays, em abril de 2015.
Ele lançou de forma inesperada no dia 4 de dezembro de 2015 o seu oitavo álbum de estúdio intitulado Nero Nemesis. Neste álbum, Booba retoma um estilo musical muito cru com muito menos auto-tune que os álbuns anteriores.

### Estilo e influências
Booba é influenciado pela cena de hip-hop americano dos anos 80 e início dos anos 90 :de Mobb Deep passando pelo Wu-Tang Clan mas também por lendas de hip-hop, como 2pac e The Notorious B.I.G.. As melodias escuras acompanhadas de textos crus, fiéis ao rap de Nova Iorque, estão presentes em cada álbum de Booba. Ultimamente os sons têm mais seguido a moda Dirty South e Crunk. Alguns criticam fazer apologia de dinheiro fácil e do crime. Booba defende uma redução dos impostos e se diz liberal. Fala muito do racismo nas suas canções com por exemplo Couleur Ébène e leva por vezes as posições consideradas focalizadas nas minorias, coisa que ele assume totalmente. Muitas pessoas criticam o Booba de fantasiar essas histórias de rua, de delinquência, bem como as diversas cenas que ele diz nas suas músicas que são meras invenções da parte dele.
Em um artigo publicado em 2003, Booba é aclamado por seus textos por Thomas Ravier, um escritor da La Nouvelle Revue française que erigiu-se à categoria de escritor, comparando a Céline ou Antonin Artaud. Booba utiliza imagens denominadas »Métagores», misturas de metáfora e gore. Em um artigo publicado em janeiro de 2013, a Revue critique de fixxion française contemporaine se interessa a forma como o Booba surgiu e dos rappers do colectivo Time Bomb na segunda metade dos anos 90 foi alterado em profundidade alguns aspectos fundamentais rap francês, na primeira fila dos quais a forma de escrever e como rapper. Desde os primeiros pedaços de Lunatic, Booba é, um dos primeiros rappers francês a propor versos sem continuidade temática nem narrativa. Estabelecendo uma equivalência explícita e repetida entre o rapper e o criminoso, e apoiando-se constantemente sobre as figuras da analogia, Booba constroiu um universo singular na qual não é mais possível distinguir aquilo que é biográfico do que pertence ao simulado.

## Vida Íntima
Booba é pai de dois filhos: uma menina chamada Luna, nascida em 2014 e um rapaz chamado Omar, nascido em 28 de fevereiro de 2015, ambos nascidos do rapper e da sua companheira Patricia Cerqueira.
Em 2006, dois delinquentes com 22 anos de idade, Guilherme e Ahmed queriam atacar Booba por dinheiro. Armados de um flashball e gás lacrimogêneo, eles infiltraram-se no domicílio de sua mãe mas, o rapper estáva ausente. Os dois bandidos amarraram e leveraram a sua mãe e seu irmão, a fim de obter um resgate. O Rapper fez apelo à polícia. As forças da ordem pararam os malfeitores que são "inexperientes mas nervoso".

### Relações com outras celebridades
Tirando o 92i, Booba trabalhou com muitos artistas, como Ali, Nessbeal, Marmota, Kennedy, Ärsenik, Intouchable, Kayna Samet, Trade Union, Manu Key, LIM, Mac Tyler, Bobness, Wayne Wonder, Mokobé Sir Doum's, Kauris, Gato da Bato, Seth Gueko, Kery James, Oxmo Puccino e dos {{americanos]] como Akon, P. Diddy, Ryan Leslie, T-Pain, Rick Ross, 2 Chainz & Fabolous. Organizador das reuniões electrodance no metropolis, convida-o, e Ünkut em Paris Mess-57, Mac Tyler, La Fouine e Rim-K (113) para compor o júri da noite de hip-hop. Ele colaborou com o cantor americano Akon, que considera seu remix como o melhor daqueles que realizou a partir de Locked Up. Ele frequenta também jogos de basquetebol francês com Tony Parker.

## Discografia

### Álbum de estúdio
| Ano  | Álbum                | Posições | Posições | Posições | Posições | Certificaçâo |
| Ano  | Álbum                | FR       | BEL Vl   | BEL Wa   | SWI      | Certificaçâo |
| ---- | -------------------- | -------- | -------- | -------- | -------- | ------------ |
| 2002 | Temps mort           | 2        | –        | 41       | –        | Ouro         |
| 2004 | Panthéon             | 3        | –        | 26       | 25       | 2× Ouro      |
| 2006 | Ouest Side           | 1        | –        | 12       | 18       | Platina      |
| 2008 | 0.9                  | 6        | –        | 27       | 60       | Ouro         |
| 2010 | Lunatic              | 1        | –        | 1        | 24       | 2× Platina   |
| 2012 | Futur                | 4        | 74       | 5        | 14       | 2× Platina   |
| 2013 | Futur 2.0 (reedição) | 6        | –        | –        | 28       |              |
| 2015 | D.U.C                | 1        | 40       | 1        | 2        | 2× Platina   |
| 2015 | Nero Nemesis         | 7        | 127      | 7        | 9        | 2× Platina   |

### Mixtapes
| Ano  | Álbum           | Posições | Posições | Posições | Certificaçâo |
| Ano  | Álbum           | FR       | BEL Wa   | SWI      | Certificaçâo |
| ---- | --------------- | -------- | -------- | -------- | ------------ |
| 2005 | Autopsie Vol. 1 | 66       | –        | –        |              |
| 2007 | Autopsie Vol. 2 | 8        | 98       | –        |              |
| 2009 | Autopsie Vol. 3 | 2        | 19       | –        | FR: Ouro     |
| 2011 | Autopsie Vol. 4 | 2        | 32       | 64       | FR: Ouro     |

### Singles
| Ano  | Single                                               | Posiçôes | Posiçôes        | Posiçôes         | Posiçôes | Certificações | Álbum           |
| Ano  | Single                                               | FR       | BEL Wa Ultratop | BEL Wa Ultratip* | SWI      | Certificações | Álbum           |
| ---- | ---------------------------------------------------- | -------- | --------------- | ---------------- | -------- | ------------- | --------------- |
| 2002 | "Destinée" (com Kayna Samet)                         | 41       | –               | –                | –        |               | Temps mort      |
| 2004 | "Avant de partir" (com Léya Masry)                   | 24       | –               | Tip17            | –        |               | Panthéon        |
| 2006 | "Au bout des rêves" (com Trade Union & Mister Rudie) | 22       | –               | Tip4             | –        |               | Ouest Side      |
| 2010 | "Caesar Palace" (com P. Diddy)                       | –        | –               | –                | –        |               |                 |
| 2010 | "Ma couleur"                                         | –        | –               | Tip24            | –        |               | Lunatic         |
| 2010 | "Jour de paye"                                       | –        | –               | –                | –        |               | Lunatic         |
| 2011 | "Paradis"                                            | 99       | –               | –                | –        |               | Lunatic         |
| 2011 | "Comme une étoile"                                   | –        | –               | Tip36            | –        |               | Lunatic         |
| 2011 | "Paname"                                             | 48       | –               | –                | –        |               | Autopsie Vol. 4 |
| 2011 | "Bakel City Gang"                                    | 30       | –               | Tip43            | –        |               | Autopsie Vol. 4 |
| 2011 | "Vaisseau Mère"                                      | –        | –               | –                | –        |               | Autopsie Vol. 4 |
| 2011 | "Scarface"                                           | 20       | –               | Tip33            | –        |               | Autopsie Vol. 4 |
| 2012 | "Caramel"                                            | 10       | 42              | –                | –        |               | Futur           |
| 2012 | "Tombé pour elle"                                    | 16       | 44              | –                | –        |               | Futur           |
| 2013 | "A.C. Milan"                                         | 7        | 19              | –                | –        |               | Futur 2.0       |
| 2013 | "T.L.T"                                              | 16       | 44              | –                | –        |               | Futur 2.0       |
| 2013 | "Turfu"                                              | 11       | 34              | –                | –        |               | Futur 2.0       |
| 2013 | "RTC"                                                | 13       | –               | Tip15            | –        |               | Futur 2.0       |
| 2013 | "Parlons peu"                                        | 5        | 27              | –                | –        |               | Futur 2.0       |
| 2013 | "Longueur d'avance" (com Maître Gims)                | 13       | 48              | –                | –        |               | Futur 2.0       |
| 2013 | "2.0"                                                | 41       | –               | –                | –        |               | Futur 2.0       |
| 2013 | "Une vie"                                            | 44       | –               | –                | –        |               | Futur 2.0       |
| 2013 | "Billets verts"                                      | 87       | –               | –                | –        |               | Futur 2.0       |
| 2014 | "La mort leur va si bien"                            | 7        | –               | –                | –        |               | D.U.C           |
| 2014 | "OKLM"                                               | 1        | 7               | –                | 72       |               | D.U.C           |
| 2015 | "Tony Sosa"                                          | 14       | 46              | –                | –        |               | D.U.C           |
| 2015 | "LVMH"                                               | 28       | –               | Tip35            | –        |               | D.U.C           |
| 2015 | "Mon pays"                                           | 37       | –               | –                | –        |               | D.U.C           |
| 2015 | "Validée" (com Benash)                               | 2        | 41              | –                | –        |               | Nero Nemesis    |
| 2015 | "Attila"                                             | 35       | –               | –                | –        |               | Nero Nemesis    |
| 2015 | "Génération Assassin"                                | 40       | –               | –                | –        |               | Nero Nemesis    |
| 2016 | "JDC"                                                | 10       | –               | Tip21            | –        |               | ASA             |
| 2016 | "Salside"                                            | 8        | –               | Tip23            | –        |               | ASA             |

#### Participaçôes
| Ano  | Single                                      | Posições | Posições        | Posições         | Álbum                             |
| Ano  | Single                                      | FR       | BEL Wa Ultratop | BEL Wa Ultratip* | Álbum                             |
| ---- | ------------------------------------------- | -------- | --------------- | ---------------- | --------------------------------- |
| 2011 | "Corner" (Gato com Booba & Philly Poe)      | –        | –               | –                |                                   |
| 2011 | "Cruella" (Shay com Booba)                  | –        | –               | –                |                                   |
| 2012 | "Call of Bitume" (Rim'K com Booba)          | 72       | –               | –                | Rim'K album Chef de famille       |
| 2014 | "Même tarif " (Alonzo com Booba)            | 8        | 39              | –                | Alonzo album Règlement de comptes |
| 2015 | "A.T.R" (Twinsmatic com Booba)              | 145      | –               | –                | Twinsmatic album Nowhere          |
| 2016 | "Here" (Christine and the Queens com Booba) | 52       | –               | –                |                                   |
| 2016 | "Rouge et bleu" (Kalash com Booba)          | 15       | –               | Tip33            | Kalash album Kaos                 |
| 2016 | "N.W.A." (Kalash com Booba)                 | 49       | –               | –                | Kalash album Kaos                 |
| 2016 | "M.L.C" (Niska com Booba)                   | 46       | –               | –                | Niska album Zifukoro              |

### Versão digital
| Ano  | Single                            | Posição | Posição         | Posição          | Álbum        |
| Ano  | Single                            | FR      | BEL Wa Ultratop | BEL Wa Ultratip* | Álbum        |
| ---- | --------------------------------- | ------- | --------------- | ---------------- | ------------ |
| 2012 | "Jimmy"                           | 108     | –               | –                | Futur        |
| 2012 | "Kalash" (com Kaaris)             | 116     | –               | –                | Futur        |
| 2012 | "Wesh Morray"                     | 121     | –               | –                | Futur        |
| 2012 | "Rolex" (com Gato)                | 131     | –               | –                | Futur        |
| 2012 | "Tout c'que j'ai"                 | 150     | –               | –                | Futur        |
| 2012 | "C'est la vie" (com 2 Chainz)     | 153     | –               | –                | Futur        |
| 2012 | "1.8.7" (com Rick Ross)           | 158     | –               | –                | Futur        |
| 2012 | "2Pac" (com Rick Ross)            | 191     | –               | –                | Futur        |
| 2015 | "Temps mort 2.0" (feat. Lino)     | 58      | –               | –                | D.U.C        |
| 2015 | "G-Love" (com Farruko)            | 69      | –               | –                | D.U.C        |
| 2015 | "3 G"                             | 70      | –               | –                | D.U.C        |
| 2015 | "Caracas"                         | 116     | –               | –                | D.U.C        |
| 2015 | "D.U.C"                           | 84      | –               | –                | D.U.C        |
| 2015 | "Bellucci" (com Future)           | 86      | –               | –                | D.U.C        |
| 2015 | "Loin d'ici"                      | 112     | –               | –                | D.U.C        |
| 2015 | "Les meilleurs" (com 40 000 Gang) | 151     | –               | –                | D.U.C        |
| 2015 | "Billets violets"                 | 161     | –               | –                | D.U.C        |
| 2015 | "All Set" (com Jeremih)           | 163     | –               | –                | D.U.C        |
| 2015 | "Jack Da"                         | 165     | –               | –                | D.U.C        |
| 2015 | "Mr. Kopp"                        | 146     | –               | –                | D.U.C        |
| 2015 | "Comme les autres"                | 169     | –               | –                | Nero Nemesis |
| 2015 | "Habibi"                          | 119     | –               | –                | Nero Nemesis |
| 2015 | "4G"                              | 109     | –               | –                | Nero Nemesis |
| 2015 | "Walabok"                         | 124     | –               | –                | Nero Nemesis |
| 2015 | "Talion"                          | 137     | –               | –                | Nero Nemesis |
| 2015 | "92I Veyron"                      | 57      | –               | Tip16            | Nero Nemesis |
| 2015 | "Charbon"                         | 168     | –               | –                | Nero Nemesis |
| 2015 | "Pinocchio" (com Damso e Gato)    | 115     | –               | –                | Nero Nemesis |
| 2015 | "Zer'" (com Siboy e Benash)       | 120     | –               | –                | Nero Nemesis |